# Vilar de Peregrinos
Vilar de Peregrinos é uma povoação portuguesa sede da Freguesia de Vilar de Peregrinos do Município de Vinhais, freguesia com 12,54 km² de área e 134 habitantes (censo de 2021), tendo, por isso, uma densidade populacional de 10,7 hab./km².
Vilar dos Peregrinos dista 10 km da sede do município, estando situada na margem esquerda do rio Tuela. Além da sede, a freguesia   agrega a aldeia de Cidões.

## Demografia
A população registada nos censos foi:
| Distribuição da População por Grupos Etários | Distribuição da População por Grupos Etários | Distribuição da População por Grupos Etários | Distribuição da População por Grupos Etários | Distribuição da População por Grupos Etários |
| -------------------------------------------- | -------------------------------------------- | -------------------------------------------- | -------------------------------------------- | -------------------------------------------- |
| Ano                                          | 0-14 Anos                                    | 15-24 Anos                                   | 25-64 Anos                                   | > 65 Anos                                    |
| 2001                                         | 19                                           | 9                                            | 88                                           | 48                                           |
| 2011                                         | 8                                            | 15                                           | 63                                           | 69                                           |
| 2021                                         | 4                                            | 5                                            | 66                                           | 59                                           |

## Património
- Igreja Paroquial de Vilar de Peregrinos
- Capela de São Jorge
- Capela de Nossa Senhora da Encarnação

## Festa da Cabra e do Canhoto
A Festa da Cabra e do Canhoto realiza-se no dia 31 de outubro na aldeia de Cidões e ganhou visibilidade com uma associação de pessoas ligadas à terra que decidiu revitalizar as tradições locais e transformar um ritual ancestral num espetáculo capaz de atrair visitantes a esta espécie de "Halloween" transmontano.
A noite de 31 de outubro é animada por deusas e demónios em volta de uma fogueira gigante, que representa o canhoto (tronco de árvore), e revigorada com um repasto à base de cabra que resumem a máxima deste ritual: "Quem da Cabra comer e ao Canhoto se aquecer, um ano de muita sorte vai ter".
Às 17 pessoas que em 2015 vivem em permanência em Cidões juntam-se outros filhos da terra para organizar o evento que anualmente atrai "mais de 3 mil visitantes", nesta noite.
A festa começa ao pôr-do-sol e termina de madrugada com os rituais do acendimento da fogueira e confeção e degustação da Cabra Matchorra (velha) no pote, com pão e vinho da terra, num banquete que introduziu novidades para os gostos mais contemporâneos.
O ritual inclui uma bebida espirituosa de confeção local, o Úlhaque, e, entre castanha assada e jeropiga, faz-se a queimada com esconjuro de um druida.
O ambiente é animado com música e danças tradicionais celtas e incluiu ainda a queima do bode gigante e a chegada do carro de bois com as tarraxas bem apertadas para se fazer ouvir.